# جائزة فلسطين التقديرية
جائزة فلسطين التقديرية وهي الجائزة الأرفع ضمن جوائز دولة فلسطين في الآداب والفنون والعلوم الإنسانية، التي يمنحها رئيس دولة فلسطين سنويًا للمبدعين عن مجمل الأعمال الإبداعية في حقل الآداب أو الفنون أو العلوم الإنسانية.

## تفاصيل الجائزة
تتكون جائزة فلسطين التقديرية من العناصر التالية:
- الشعار.[2]
- شهادة تقديرية.[2]
- ميدالية تذكارية.[2]
- مكافأة نقدية قيمتها 20000 دولار أمريكي.[2]

## حائزون على الجائزة
- للعام 2023: محمد البكري، وعمر حمش.[3]
- للعام 2022: وليد سيف.[4]

- للعام 2021: المتوكل طه، وحسن حميد.[5]

- للعام 2020: ريما ترزي، ونظمي الجعبة.[6]

- للعام 2019: عز الدين المناصرة، ورشاد أبو شاور، وفهمي جدعان.[7]

- للعام 2017: نهاد الموسى، وسليم تماري.[8]

- للعام 2015: حسام الخطيب، وعبد الرحمن ياغي، ومحمد ربيع.[9][10]